# GW Orionis
GW Orionis är en trippelstjärna belägen i den norra delen av stjärnbilden Orion och ansluten till den stjärnbildande regionen Lambda Orionis. Den har en högsta skenbar magnitud av ca 9,7 och kräver ett teleskop för att kunna observeras. Baserat på parallax enligt Gaia Data Release 3 på ca 2,45 mas, beräknas den befinna sig på ett avstånd på ca 1 330 ljusår (410 parsek) från solen. Den rör sig bort från solen med en heliocentrisk radialhastighet på ca 28 km/s.

## Observation
GW Orionis kom först till astronomernas uppmärksamhet när den publicerades, som MHA 265–2, i en lista över stjärnor vars spektra har starka H- och K-linjer av kalcium.
Den mångfaldiga naturen hos GW Orionis upptäcktes först av Robert D. Mathieu, Fred Adams och David W. Latham under en undersökning av radiell hastighet av sena Hα-emissionsstjärnor i Lambda Orionis-föreningen, publicerad 1991. Radiella hastigheter hos primärstjärnan mättes från 45 högupplösta spektra och användes för att bestämma omloppsdata. En trend i den radiella hastigheten tydde på antingen en följeslagare med en omloppsperiod på år eller en global asymmetrisk gravitationsinstabilitet i en omgivande skiva.
GW Orionis B och den tredje medlemmen av systemet, GW Orionis C, upptäcktes direkt 2011 med hjälp av IOTA-interferometern på Mount Hopkins i Arizona.

## Egenskaper
Primärstjärnan i GW Orionis A är en gul till vit stjärna i huvudserien av spektralklass G8 V Den har en massa som är lika med ca 2,7 solmassor, en radie som är ca 8,6 solradier och utsänder energi från dess fotosfär motsvarande ca 27 gånger solen vid en effektiv temperatur av ca 5 800 K.
A- och B-komponenterna i GW Orionis bildar en dubbelsidig spektroskopisk dubbelstjärna med en omloppsperiod av 241 dygn medan komponent C kretsar kring det inre paret med en period av 11,5 år. Det är troligt att åtminstone ett av stjärnomloppsplanen är felinriktat med planet för den protoplanetära skivan med så mycket som 45°.

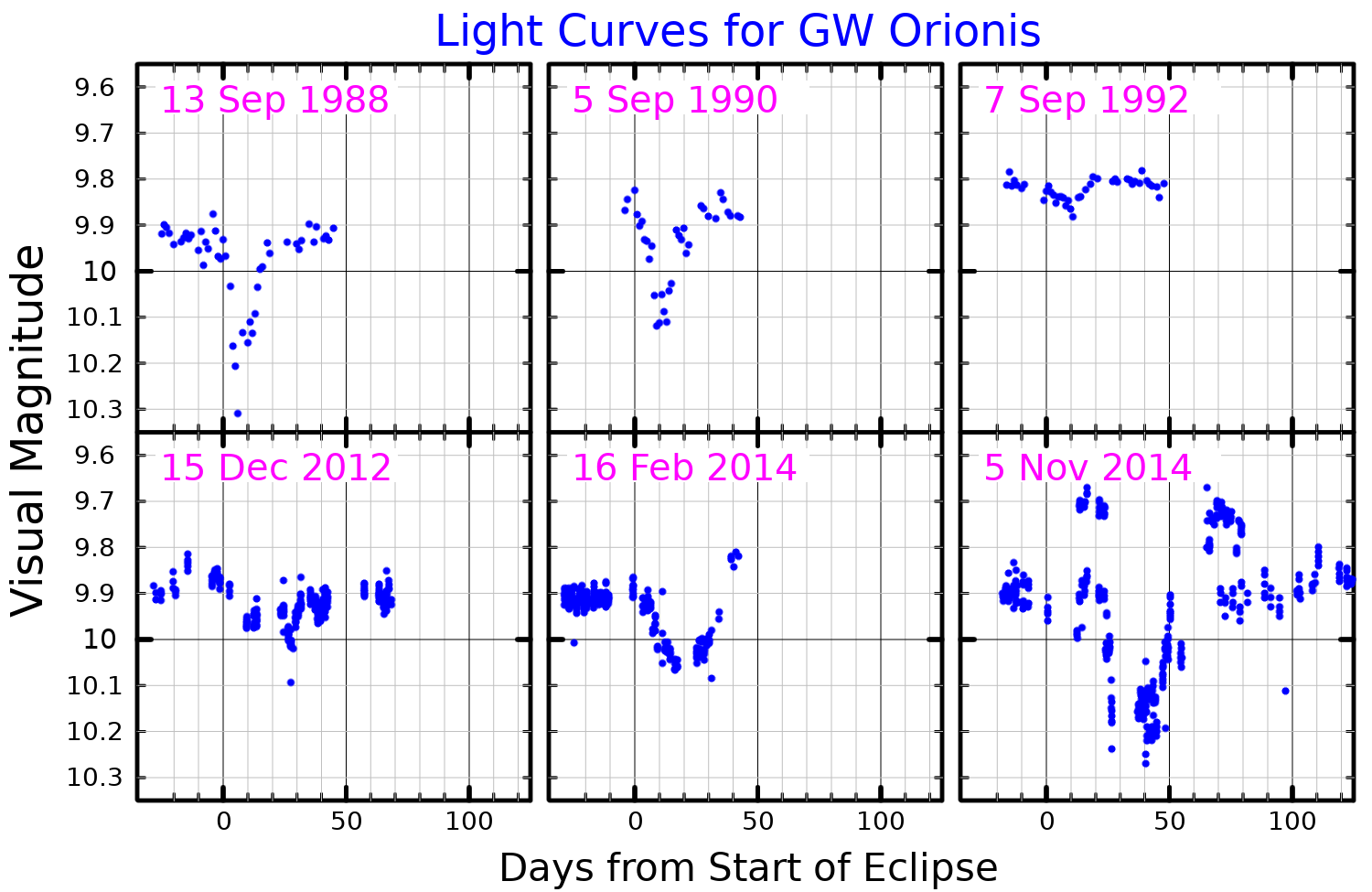
Ljuskurva i visuella bandet för GW Orionis, anpassad från Czekala et al. (2017)

GW Orionis är en variabel stjärna med kvasiperiodiska ljusstyrkeförändringar. Den skenbara magnituden varierar mellan 9,7 och 10,4 med dämpningshändelser på mellan 0,1 och 0,7 magnituder ungefär var 30:e dygn, såväl som mer sinusformade variationer med en amplitud på 0,2 magnituder över 11,6 år.
En första tolkning av variabiliteten var att en skiva av material runt komponent B förmörkade komponent A och orsakade dämpningshändelserna, men man tror nu att förmörkelserna orsakas av att båda stjärnorna delvis förmörkas av en mycket större ring som förekommer runt paret.

## Protoplanetarisk skiva
GW Orionis har en stor och massiv protoplanetarisk skiva som omger den. Stoftkontinuumemissionen antyder en skivradie på cirka 400 astronomiska enheter. Skivan har en lutning på 137,6°. Observationer av skivan gjorda med Atacama Large Millimeter Array identifierade tre separata stoftringar belägna vid ca 46, 188 och 338 astronomiska enheter från systemets mitt. De tre ringarna har uppskattat stoftmassorna 74, 168 och 245 gånger en jordmassa. Enligt Jiaqing Bi et al. är den yttersta ringen den största kända protoplanetära stoftringen. Stoftringarna är felinriktade och den innersta stoftringen är excentrisk förmodligen på grund av pågående dynamiska interaktioner mellan trippelstjärnorna och den omgivande trippelskivan.